# 別爾強卡河
別爾強卡河（烏克蘭語：Бертянка），是烏克蘭的河流，位於該國西部外喀爾巴阡州，屬於布魯斯圖良卡河的支流，流經佳切夫區，河道全長15公里，流域面積102平方公里。